# (29915) 1999 JG18
A (29915) 1999 JG18 a Naprendszer kisbolygóövében található aszteroida. A LINEAR projekt keretében fedezték fel 1999. május 10-én.